# Ульдеріко Серго
Ульдеріко Серго (італ. Ulderico Sergo; 3 липня 1913, Рієка, Австро-Угорщина — 20 лютого 1967, Клівленд, США) — італійський боксер, олімпійський чемпіон 1936 року, дворазовий чемпіон Європи.

## Аматорська кар'єра
Олімпійські ігри 1936 
- 1/8 фіналу. Переміг Фрідьєса Кубінуя (Угорщина) PTS
- 1/4 фіналу. Переміг Джозефа Корнеліса (Бельгія) PTS
- 1/2 фіналу. Переміг Стіга Катерберга (Швеція) PTS
- Фінал. Переміг Джека Вілсона (США) PTS